# 테라 (SI 접두어)
테라(Tera, 기호: T)는 1012(조)를 나타내는 SI 접두어이다. 테라는 괴물(monster)을 뜻하는 그리스어 단어 "테라스(τέρας)"에서 유래했다. SI 접두어는 1960년 국제단위계(SI, International System of Units)로 사용하기로 확인되었다. 컴퓨터 과학에서 테라는 1012(=1 000 000 000 000) 대신에 240(=1 099 511 627 776)을 의미하기도 한다. 구분을 위해서 tebi(기호: Ti)라는 단위를 사용한다.
예를 들어,
- 테라헤르츠파는 0.3~3 테라헤르츠(THz) 사이의 주파수에 속하는 전자기파이다. 가시광선은 약 500 THz이다.
- 테라비트(Terabit)와 테라바이트(Terabyte)는 전자 저장 장치의 단위로 사용된다.
- 테라그램(teragram)은 109 kg이다. 기자의 대피라미드의 무게는 약 6 Tg이다.
- 테라초(terasecond)는 약 31,558 년이다.
- 테라리터(teralitre)는 1km3이다. 취리히호의 물은 약 4 TL이다.
- 테라와트(terawatt)는 전세계 전체 전력 소비량을 측정하는 데 사용된다. 2010년 전세계 전력 소비량은 16 TW (TJ/s)이다.
- 테라미터(terametre)는 1,000,000,000 km이다. 빛은 1시간에 1.079 Tm를 이동한다.